# Cynodontiella schisti
Cynodontiella schisti là một loài rêu trong họ Dicranaceae. Loài này được F. Weber & D. Mohr Bryhn mô tả khoa học đầu tiên năm 1892.